# Khai Bua Ban
Re Khai Bua Ban, i cui nomi regali furono Samdach Brhat-Anya Chao Kaya Buvanabana o Samdach Brhat-Anya Muong-Khai (Mueang Sua, XV secolo – Sop Kham, 1436), è stato il nono sovrano del Regno di Lan Xang, la cui capitale era Mueang Sua (detta anche Xieng Thong), l'odierna Luang Prabang, nel Laos settentrionale.
Il precedente sovrano Lue Sai si era suicidato dopo aver scoperto un complotto ai suoi danni. Khai Bua Ban salì al trono nel 1433 e regnò fino al 1436, quando fu assassinato da dei sicari.
Le cronache che lo menzionano provengono dagli antichi annali di Lan Xang, di Lanna, di Ayutthaya e di Birmania, che differiscono tra loro. Gli annali di Lan Xang furono tradotti in altre lingue ed interpretati in diversi modi, dando luogo a controversie sull'attendibilità dei riferimenti storici. La principale tra le critiche che determinarono il cambiamento del testo originale, fu dettata dalla convinzione che molti degli avvenimenti storici fossero stati omessi o distorti nell'edizione originale a maggior gloria del regno. Gli avvenimenti e le date relative alla vita di Khai Bua Ban non sono quindi pienamente attendibili, anche per la difficoltà che ebbero gli storiografi a registrare l'incalzante susseguirsi degli avvenimenti di questo periodo oscuro di Lan Xang.

## Biografia
Era probabilmente nipote di re Samsenthai e prima di divenire sovrano di Lan Xang fu governatore del principato di Muang Xieng Khai. Salì al trono nel 1433, ereditando da Lue Sai uno Stato in gravi condizioni di instabilità, al cui interno fazioni dell'aristocrazia si disputavano il potere. Anche il suo regno fu dominato dalla cortigiana Maha Devi (letteralmente: "Grande dea"), un membro della famiglia reale che aveva acquisito crescente importanza durante il regno di Lan Kham Deng (1417-1428) ed era stata la mandante degli assassinii dei re Phommathat, Yukhon e Kon Kham tra il 1429 ed il 1432. Anche ai danni dei due predecessori di Khai Bua Ban la cortigiana aveva ordito dei complotti, Kham Tam si salvò fuggendo dalla capitale mentre Lue Sai si suicidò quando venne a sapere il piano di Maha Devi.
Khai Bua Ban fu scelto come sovrano dall'aristocrazia di corte, al contrario di 4 dei suoi 5 predecessori che erano diventati re per volere di Maha Devi. Questa intendeva farne dei fantocci di cui disporre a piacimento, ma aveva tramato alle loro spalle quando si era resa conto che ostacolavano i suoi piani. Khai Bua Ban regnò più a lungo degli altri sventurati sovrani, ma dovette subire a sua volta la stessa sorte. Il complotto di Maha Devi fu portato a termine nel 1436, con l'assassinio del re in una località chiamata Sop Kham. Nei tre anni in cui regnò non si registrarono altri eventi rilevanti. Al suo posto l'aristocrazia di corte nominò un figlio di Samsenthai, il principe Kham Keut.

## Crisi del regno
I gravi episodi che insanguinarono Mueang Sua in quegli anni erano frutto della sfrenata ambizione di Maha Devi. Aveva destabilizzato la pace e l'armonia che avevano contraddistinto la corte di Lan Xang fino al regno di Lan Kham Deng, e la sua brama di potere avrebbe in seguito provocato altri eventi luttuosi. Sarebbe riuscita a diventare la prima donna sovrano di Lan Xang quando ormai aveva più di 90 anni, attorno al 1440, ma il suo regno durò poco. Decisi a porre fine ai suoi soprusi, membri della nobiltà fecero uccidere lei ed il giovane marito, per poi mettere a capo dello Stato un consiglio formato da alti prelati.
Un altro elemento che contribuì ai luttuosi eventi, fu la frattura che avvenne a corte fra la fazione alleata ai siamesi del Regno di Ayutthaya, l'odierna Thailandia, e quella alleata all'Impero Khmer, l'odierna Cambogia. La prima fazione si era creata quando il re di Ayutthaya Ramathibodi I aveva fatto sposare negli anni 60 del secolo precedente la figlia Nang Keo Lot Fa a Fa Ngum, il fondatore di Lan Xang. Tale fazione era costituita dagli aristocratici fedeli alla tradizione della corte di Mueang Sua, che erano stati messi in secondo piano da Fa Ngum.
La seconda fazione era legata alla corte khmer, che era stata fondamentale nell'unificazione del paese con l'appoggio militare ed economico fornito per la campagna militare che portò alla fondazione di Lan Xang. Alcuni storiografi ipotizzano che l'adesione di Fa Ngum alla causa khmer ed il conflitto tra le due fazioni avesse influito sulla destituzione e l'esilio dello stesso sovrano, incapace di gestire la situazione nei suoi ultimi anni di vita. Nel 1431, il già declinante Impero Khmer aveva subito la distruzione della capitale Angkor Thom da parte delle armate di Ayutthaya e la corte si era spostata a sud-est nella zona dell'odierna Phnom Penh. Tale evento aveva posto fine all'influenza dei khmer nel sudest asiatico.